# Palazzo di Çırağan
Il Palazzo di Çırağan (in turco Çırağan Sarayı), un ex palazzo ottomano, è ora un hotel a cinque stelle della catena Kempinski Hotels. Si trova sulla riva europea del Bosforo, tra Beşiktaş e Ortaköy, su Çırağan Caddesi, a Istanbul, in Turchia.
La Suite del Sultano, dal costo di 35419,68 dollari a notte, è classificata al numero 14 delle 15 suite d'albergo più costose del mondo compilate da CNN Go nel 2012.

## Storia
L'area di Çırağan tra Beşiktaş e Ortaköy era conosciuta come "Giardini di Kazancıoğlu" nel XVII secolo. Nel XVIII secolo, i palazzi e i giardini sul mare che ornavano le coste di Beşiktaş erano considerati i simboli più importanti del periodo dell'"Amore per i fiori e la musica", noto come il periodo dei tulipani (in turco Laleli). Questo fu un periodo di brillantezza culturale e di intrattenimento. Il sovrano dell'epoca, Ahmed III, donò le sue proprietà al suo visir preferito Ibrahim Pasha e il primo palazzo fu costruito da Nevşehirli Damat İbrahim Pascià per sua moglie Fatma Sultan (figlia di Ahmed III). Qui egli organizzò feste alla luce delle fiaccole chiamate Çırağan Şenlikleri ("Feste della luce" in Turco). È a causa di questi eventi che quest'area ha preso il nome di "Çırağan", che significa 'luce' in persiano. 
Il sultano Mahmud II decise di ristrutturare quest'area nel 1834. Per prima cosa, il palazzo esistente fu demolito. La scuola e la moschea intorno all'edificio furono rimosse e la mevlevihane fu trasferita in un palazzo vicino. Anche se il nuovo palazzo sembra essere stato costruito in gran parte in legno, le fondamenta della parte principale furono costruite interamente in pietra. Furono erette 40 colonne per conferirgli un aspetto classico.
Abdülmecid II fece demolire il primo palazzo costruito dal sultano Mahmud II nel 1857 e progettò di costruire un palazzo nello stile dell'architettura occidentale, ma la costruzione del palazzo rimase incompiuta a causa della sua morte nel 1863 e delle difficoltà finanziarie. 
Il palazzo, costruito dal sultano Abdulaziz, fu progettato dall'architetto di corte armeno Nigoğayos Balyan e costruito dai suoi figli Sarkis e Hagop Balyan tra il 1863 e il 1867, durante un periodo in cui tutti i sultani ottomani costruivano i propri palazzi piuttosto che usare quelli dei loro antenati; il palazzo di Çırağan è l'ultimo esempio di questa tradizione. I muri interni e il tetto erano fatti di legno, i muri esterni di marmo colorato. Un bellissimo ponte di marmo collega il palazzo al Palazzo Yıldız sulla collina retrostante. Un muro di giardino molto alto protegge il palazzo dal mondo esterno.
La costruzione e la decorazione interna del palazzo continuarono fino al 1872. Il sultano Abdulaziz non visse a lungo nel suo magnifico palazzo: fu trovato morto al suo interno il 30 maggio 1876, poco dopo essere stato detronizzato. Il suo successore, il nipote Murad V, si trasferì nel palazzo di Çırağan, ma regnò solo per 93 giorni. Fu deposto da suo fratello Abdul Hamid II a causa di una presunta malattia mentale e visse lì agli arresti domiciliari fino alla sua morte il 29 agosto 1904.
Il 14 novembre 1909, durante la Seconda era costituzionale, il Sultano Mehmed V permise al Parlamento Ottomano di tenere le sue riunioni in questo edificio. Solo due mesi dopo, il 19 gennaio 1910, un grande incendio distrusse il palazzo, lasciando intatte solo le mura esterne. Chiamato "Şeref Stadı", per molti anni il suo giardino servì come campo da calcio per il club Beşiktaş J.K..
Nel 1987, il palazzo in rovina fu acquistato da una società giapponese, che lo restaurò e aggiunse un complesso alberghiero moderno accanto ad esso nel suo giardino. L'edificio moderno dell'hotel è stato aperto nel 1990 e il palazzo restaurato nel 1992. Oggi, serve come suite di lusso per l'hotel a cinque stelle Kempinski insieme a due ristoranti che servono gli ospiti.
Il palazzo è stato rinnovato di nuovo durante il primo trimestre del 2007, ora assomiglia all'autentico palazzo con lo stile barocco e i colori tenui.

## Galleria d'immagini

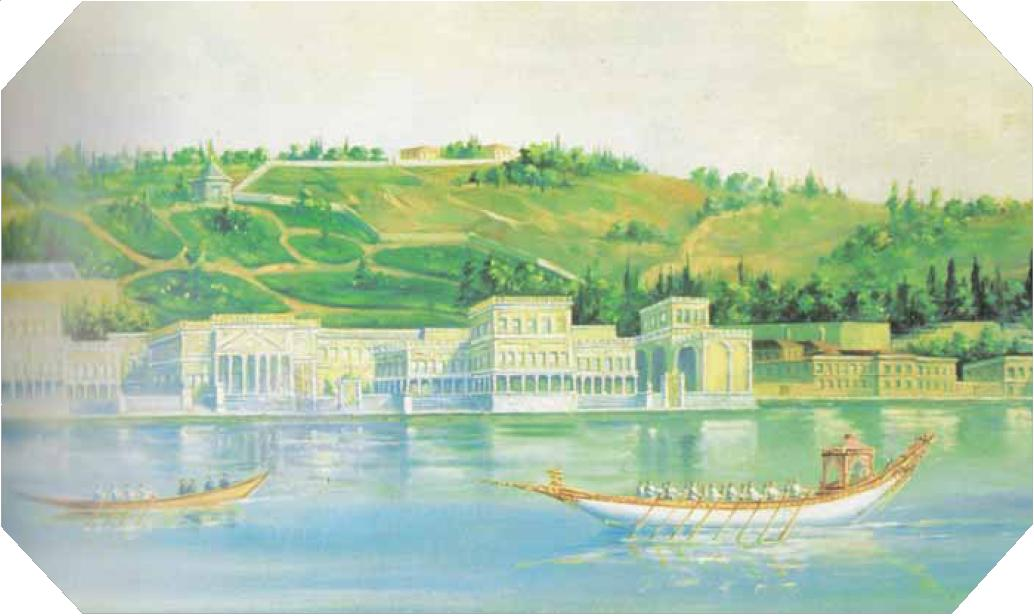
Il palazzo nel 1840
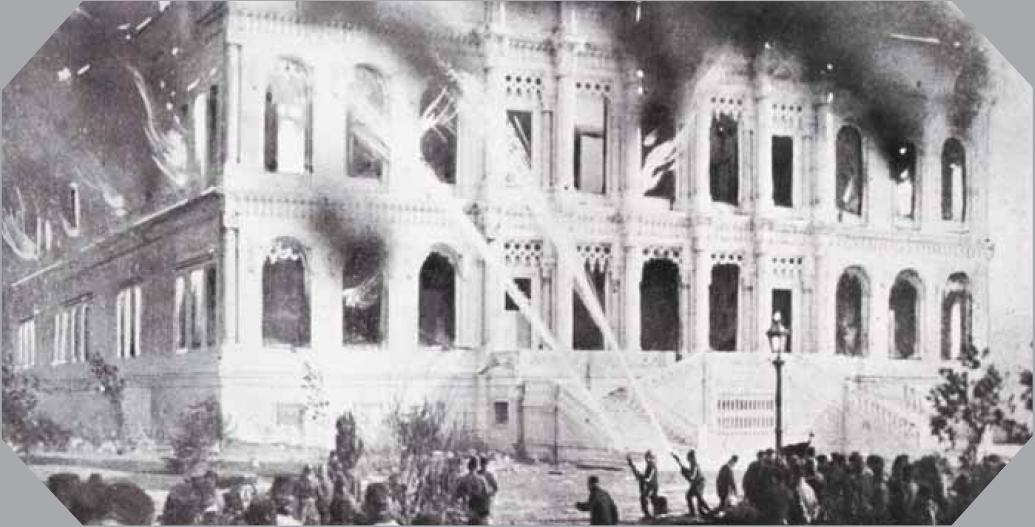
Il Palazzo di Çırağan distrutto dalle fiamme nel 1910
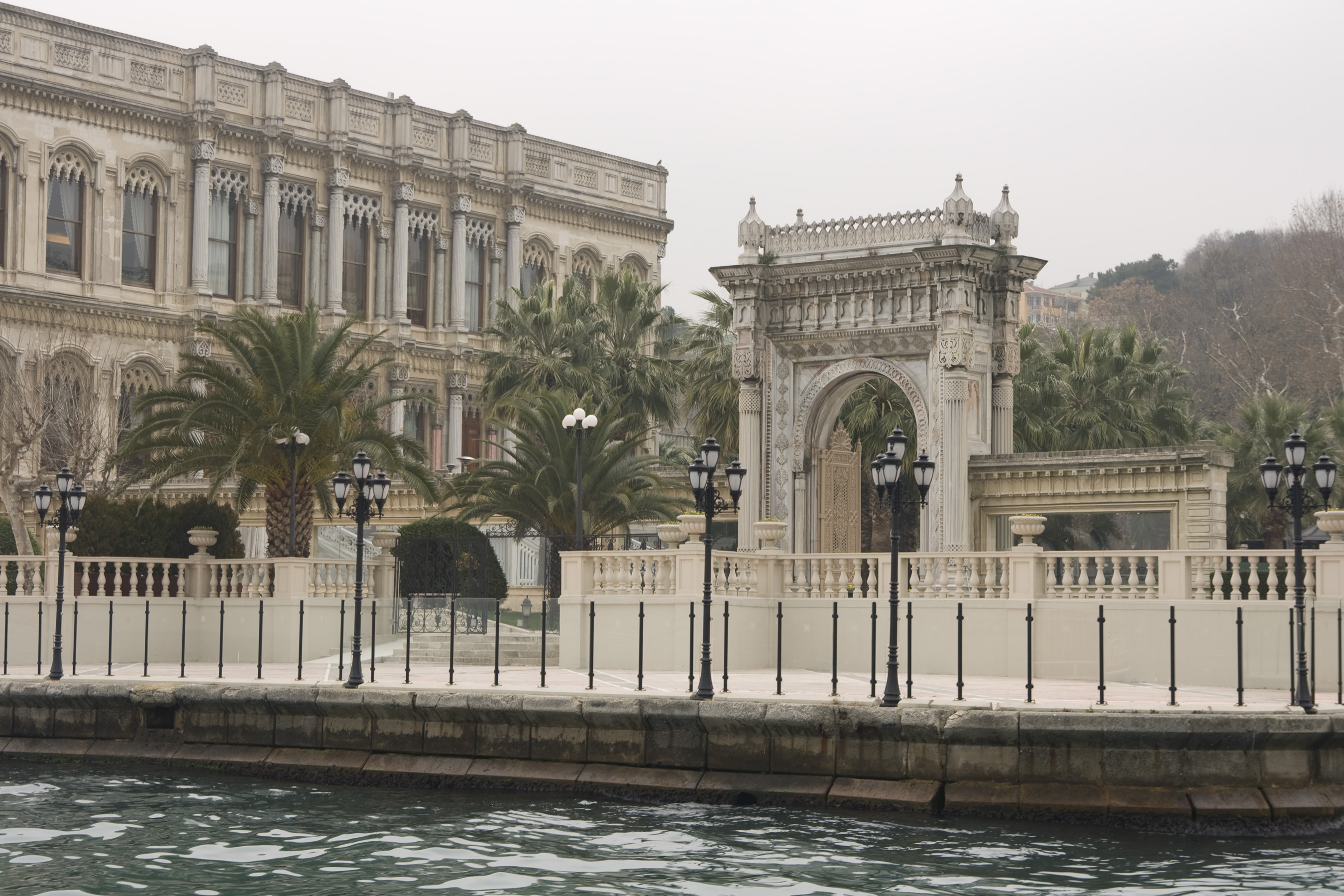
Vista del portale dal Bosforo
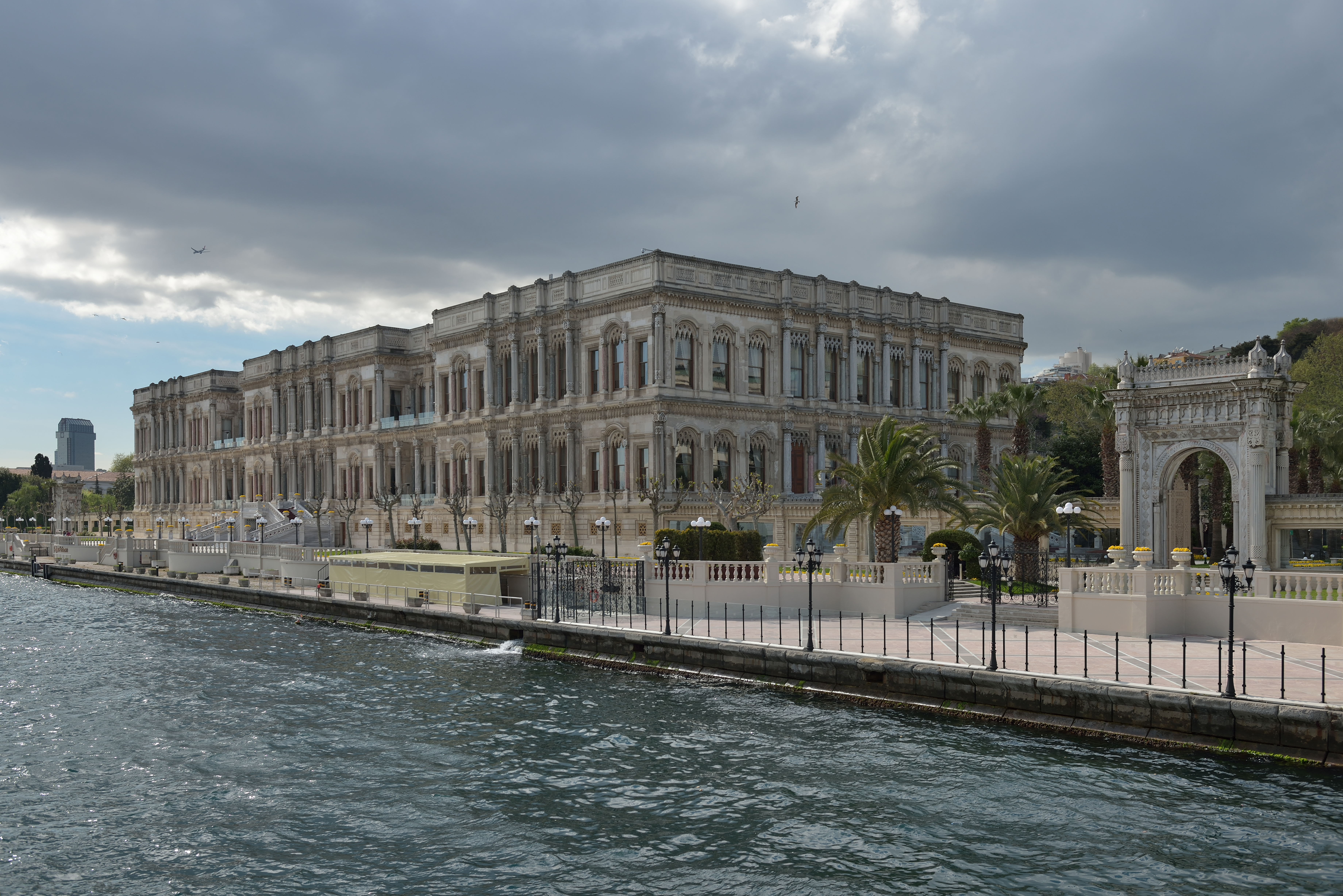
Vista laterale dal Bosforo
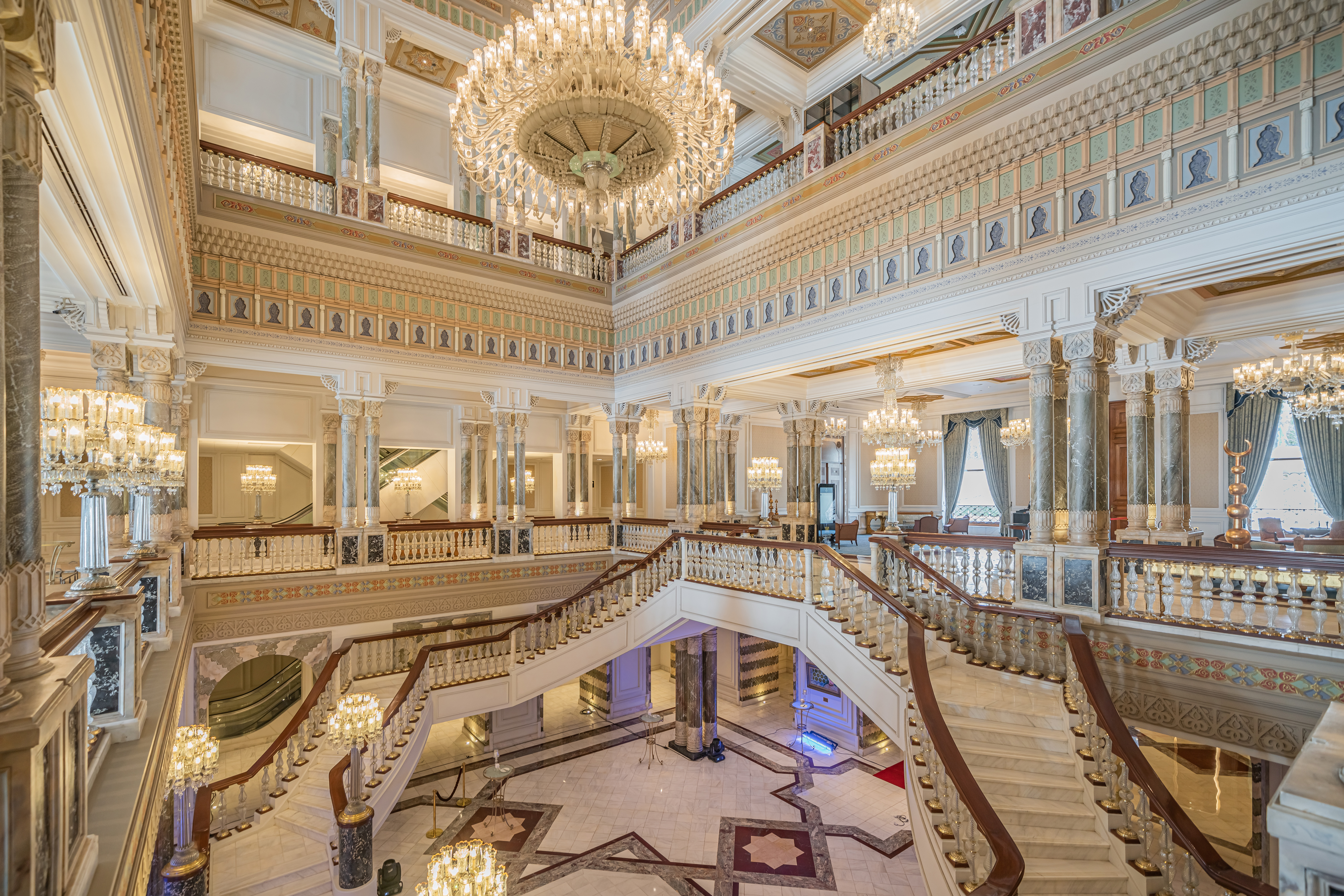
Atrio con scalinata interna
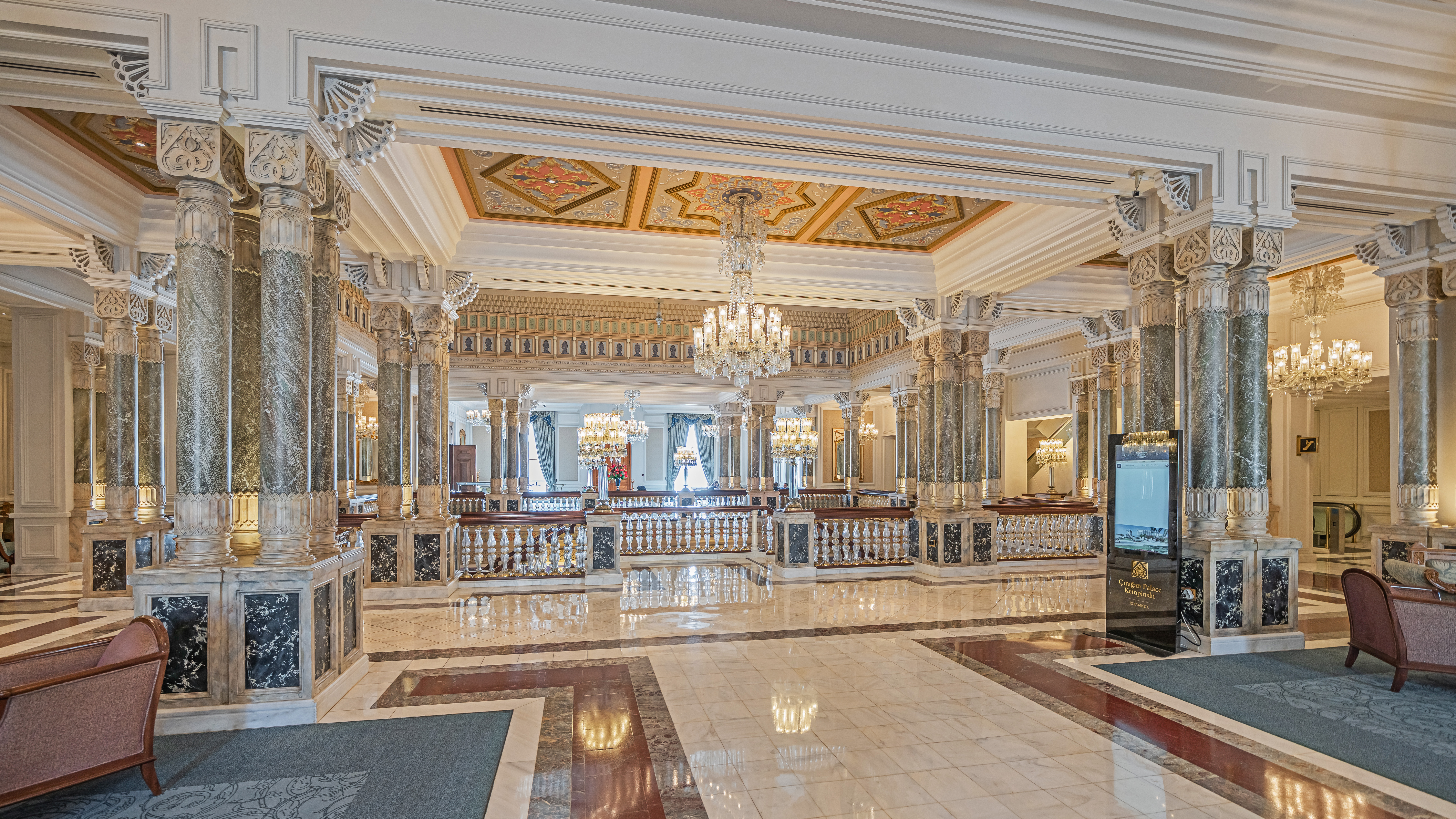
Atrio interno